# Vinterland
Vinterland – szwedzki zespół blackmetalowy założony 1992 roku w Kvicksund. Zespół działał aż do 1997 roku kiedy to zawiesił działalność wcześniej wydając jedynie dwa albumy demo i jedyną płytę studyjną Welcome My Last Chapter. Jednak w 2011 roku grupa się reaktywowała.

## Dyskografia
- A Castle So Crystal Clear Demo (1994, wydanie własne)
- It's Here I Belong Demo (1994, wydanie własne)
- Welcome My Last Chapter (1996, No Fashion Records)